# Bantombo
Bantombo est une localité située dans le département de Sono de la province de la Kossi dans la région de la Boucle du Mouhoun au Burkina Faso.